# Sana Krankenhaus Gerresheim

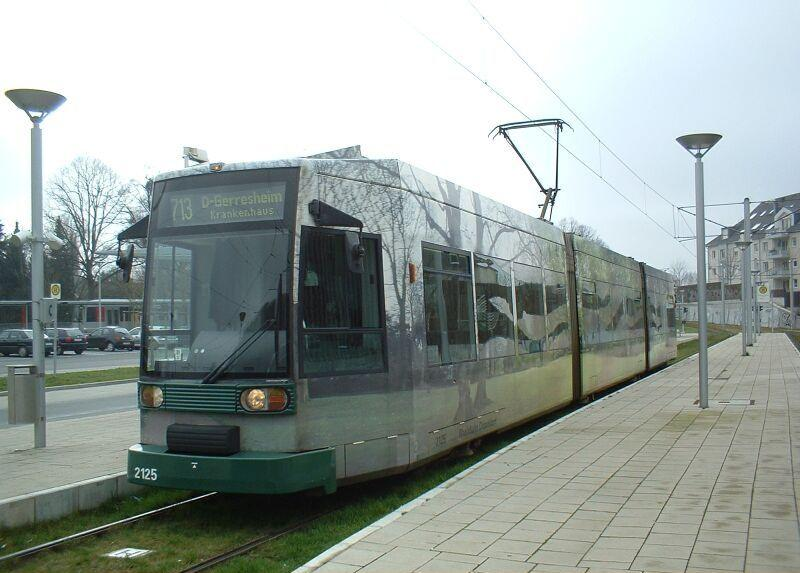
Haltestelle am Krankenhaus

Das Sana Krankenhaus Gerresheim ist eine Klinik an der Gräulinger Straße 120 im Stadtteil Gerresheim von Düsseldorf. Träger ist die Sana Kliniken Düsseldorf GmbH, zu der auch das Sana Krankenhaus Benrath in Benrath gehört, als Tochter von Sana Kliniken.

## Geschichte
Zuvor bestand in der Gräulingerstraße 120 das Städtische Krankenhaus Gerresheim. 2012 wurde ein Neubau eröffnet. Der Bau mit seinen 328 Betten kostete über 64 Millionen Euro. 2014 wurde eine „Sternstele“ eingeweiht.